# Stéphane Chapuisat
Stéphane Chapuisat (Lausanne, 1969. június 28. –) svájci–francia labdarúgócsatár. Édesapja a szintén válogatott hátvéd, majd edző Pierre-Albert Chapuisat.

## Pályafutása

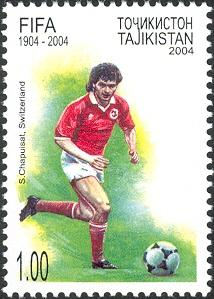
Chapuisat egy bélyegen Svájc játékosaként

### A válogatottban
103 válogatott mérkőzésen 21 gólt szerzett a svájci válogatottban. Játszott az 1994-es labdarúgó-világbajnokságon, az 1996-os és a 2004-es labdarúgó-Európa-bajnokságon.

## Sikerei, díjai

### Klubcsapatokkal
Borussia Dortmund
- Bundesliga: 1994–95, 1995–96
- Német szuperkupa: 1995, 1996
- UEFA-bajnokok ligája: 1996–97
- Interkontinentális kupa: 1997

Grasshoppers
- Svájci bajnokság: 2000–01

### Egyéni
- A svájci bajnokság gólkirálya: 2000–01, 2003–04